# Javier Delgado (zapaśnik)
William Javier Delgado Cerquera (ur. 22 września 1966) – kolumbijski zapaśnik w stylu wolnym. Olimpijczyk z Seulu 1988, gdzie odpadł w eliminacjach w kategorii 48 kg.
Brązowy medal na igrzyskach panamerykańskich w 1987. Dwa brązowe medale na mistrzostwach panamerykańskich, w 1987 i 1988. Trzeci na igrzyskach Ameryki Środkowej i Karaibów w 1990 i na mistrzostwach Ameryki Centralnej w 1990. Mistrz igrzysk boliwaryjskich w 1989 i wicemistrz z 1985 roku.